# Tronto
El Tronto és un riu d'Itàlia a les Marques, Abruços i Laci. Corre per les províncies d'Ascoli Piceno, Teramo, i Rieti. Els afluents de l'esquerra són el rierol Bretta, els torrents Chiaro, Chifente, Fiobbo, Fluvione, i Lama, i el riu Riccione; i per la dreta els torrents Castellano i Marino i la riera de la Montagna. Té 115 km de llargada i una conca de 1192 km². Desemboca a la mar Adriàtica.
El seu nom antic era Truentus o Truentinus, en llatí i Τρουεντῖνος en grec. Plini el Vell diu que aquest riu va donar nom a la ciutat de Castrum Truentium o Truentum, que es trobava a la seva desembocadura. Diu que era un dels rius més importants del Picè i que era navegable unes cinc milles riu amunt. En parlen també Estrabó, Pomponi Mela i Claudi Ptolemeu.